# Império do Samba do Triângulo Não Morreu
O Grêmio Recreativo Escola de Samba Império do Samba do Triângulo Não Morreu é uma escola de samba da cidade de Porto Velho.
Fundada em 23 de dezembro de 1977, a vermelho e branco do tradicional bairro Areal é presidida por Waldomiro Gonçalves dos Santos, mais conhecido por "Mirim" e tem seu barracão situado na rua Joaquim Nabuco, entre as ruas Rio de Janeiro e Princesa Isabel. A agremiação no passado era um bloco carnavalesco e durante suas 3 décadas de avenida não poupou esforços pra fazer bonito no carnaval.
No ano de 2008 foi à avenida com o samba-enredo: "Domingo é dia de alegria, com Delírio Imperial" escrita pelo compositor Ernesto Melo. Em 2010, terminou em sexto e último lugar do grupo principal do carnaval da cidade.

## Carnavais
| Ano  | Colocação   | Grupo    | Enredo                                         | Carnavalesco | Ref.  |
| ---- | ----------- | -------- | ---------------------------------------------- | ------------ | ----- |
| 2008 |             | Especial | Domingo é dia de alegria, com Delírio Imperial |              |       |
| 2010 | 6º lugar    | Especial |                                                |              | [ 3 ] |
| 2012 | Vice-campeã | Acesso   |                                                |              | [ 4 ] |